# Nishan-e-Haider
La Nishan-e-Haider (en ourdou نشان حیدر, littéralement « l'emblème d'Haider » où Haider est l'épithète de Hazrat Ali, signifiant « Lion », soit « l'emblème du Lion ») est la plus haute décoration militaire des forces armées du Pakistan décernée pour bravoure face à l'ennemi. Elle fut créée en 1947 après l'indépendance du Pakistan, et fut décernée rétrospectivement pour la Première Guerre indo-pakistanaisede 1947. Elle peut être remise à tout soldat de l'armée, sans considération de son rang ou de sa branche d'appartenance, pour un acte de bravoure au combat. Elle n'a été décernée que 10 fois depuis sa création, à chaque fois pour des soldats ayant sacrifié leur vie.
Les récipiendaires peuvent ajouter les lettres post-nominales NH à leur nom.

## Récipiendaires
Depuis sa création, la Nishan-e-Haider a toujours été remise à titre posthume.
1. Saif Ali Janjua (en) (25 avril 1922 – 26 avril 1948)
2. Capitaine Muhammad Sarwar Shaheed (1910 – 27 juillet 1948), 6/8 Punjab
3. Major Muhammad Tufail Shaheed (en) (1914 – 7 août 1958), 1 Battlion East Pakistan Rifles
4. Major Raja Aziz Bhatti Shaheed (en) (1928 – 10 septembre 1965), 17 Punjab
5. Major Muhammad Akram Shaheed (1938 – 1971), 4 FF
6. Pilote Officer Rashid Minhas Shaheed (en) (1951 – 20 août 1971), PAF Training Squadron
7. Major Shabbir Sharif Shaheed (en) (1943 – 6 décembre 1971), 6 FF
8. Sepoy Muhammad Hussain Shaheed (en) (1949 – 10 décembre 1971), 20 Lancers
9. Lance Naik Muhammad Mahfuz Shaheed (en) (1944 – 17 décembre 1971), 15 Punjab
10. Capitaine Karnal Sher Khan Shaheed (en) (1970 – 5 juillet 1999), 12 NLI
11. Havildar Lalak Jan Shaheed (en) (1967 – 7 juillet 1999), 12 NLI